# Gesetz zur Bekämpfung der Leugnung der Existenz gesetzlich anerkannter Völkermorde
Das Gesetz zur Bekämpfung der Leugnung der Existenz gesetzlich anerkannter Völkermorde (Loi visant à réprimer la contestation de l’existence des génocides reconnus par la loi) war ein französischer Gesetzentwurf zur Bekämpfung des Negationismus.
Der vom Parlament im Dezember 2011 beschlossene Entwurf wurde im Januar 2012 vom französischen Senat bestätigt. Er sollte „die öffentliche Preisung, Leugnung oder grobe Banalisierung von Genoziden, Verbrechen gegen die Menschlichkeit oder Kriegsverbrechen“ von anerkannten Genoziden unter Strafe stellen. Der Entwurf sah für das Leugnen oder Verharmlosen eines in Frankreich anerkannten Völkermordes eine Haftstrafe von einem Jahr und Geldstrafen von bis zu 45.000 Euro vor. Dazu zählte auch der Völkermord an den Armeniern während des Ersten Weltkriegs im Osmanischen Reich.
Ende Januar 2012 riefen über 140 Abgeordnete den französischen Verfassungsrat an, um die Verfassungskonformität des Gesetzes prüfen zu lassen. Der Initiative schlossen sich 77 Senatoren und 65 Abgeordnete der Nationalversammlung an, 60 Abgeordnete mehr als für eine Anrufung erforderlich sind. Die türkische Regierung begrüßte den Schritt.
Ende Februar 2012 entschied der Verfassungsrat, dass das Gesetz gegen die Meinungsfreiheit verstoße.

## Geschichtlicher Hintergrund
Der Völkermord an den Armeniern ereignete sich in den Jahren von 1915 bis 1917, als im Zusammenhang mit den Bestrebungen, einen homogenen türkischen Nationalstaat zu schaffen, eine große Zahl von Armeniern auf dem Gebiet der heutigen Türkei durch das Osmanische Reich, den Vorgängerstaat der Türkei, systematisch ermordet wurden.
In der Türkei werden diese Tötungsdelikte, anders als bei den Armeniern, nicht als Völkermord gesehen, sondern als Ereignisse im Zusammenhang mit dem Kriegsgeschehen. Seit dem Jahr 2005 gibt es politischen Druck einiger Staaten auf die Türkei, die Massaker und Todesmärsche als Völkermord am armenischen Volk anzuerkennen. Verschiedene Regierungen oder öffentliche Institutionen äußerten sich öffentlich zu diesem Thema. Über 20 Staaten, darunter Frankreich, Schweden, Belgien und die Schweiz, sprechen offiziell von einem Völkermord. Der Deutsche Bundestag diskutierte Mitte Juni 2005 über die Aufarbeitung der Ereignisse im Ersten Weltkrieg, jedoch sprach man in Deutschland nicht im Text der Resolution, sondern nur in der Begründung von einem Völkermord. Das Osmanische Reich war während des Weltkrieges Verbündeter des Deutschen Kaiserreichs, das seinerseits nichts gegen die Ermordung und Vertreibung der Armenier unternahm.

## Das Armenier-Gesetz in Frankreich

### Informationen über das Gesetz
In Frankreich wurde am 12. Oktober 2006 von der Nationalversammlung ein Gesetzesentwurf angenommen. Demnach sollte die Leugnung des Genozids an den Armeniern mit einem Jahr Haftstrafe oder 45.000 Euro Bußgeld bestraft werden. Im Parlament (Nationalversammlung) stimmten 106 Abgeordnete für das Gesetz und 19 dagegen. Viele Abgeordnete, die dem Entwurf kritisch gegenüberstehen, nahmen an der Abstimmung nicht teil oder enthielten sich der Stimme. Insbesondere Mitglieder der konservativen Partei UMP, der auch Jacques Chirac angehört, verweigerten ihre Stimmabgabe. Die Abstimmung war offiziell und wurde von Zuschauern verfolgt. Sowohl von den in Frankreich lebenden Armeniern als auch von der türkischen Regierung waren Vertreter anwesend. In der Türkei wurde die Sitzung außerdem live im Fernsehen übertragen.
Die Abstimmung fand etwa ein halbes Jahr vor der Präsidentschaftswahl in Frankreich 2007 statt. Bei dieser wurde Nicolas Sarkozy – als Nachfolger Chiracs – Staatspräsident.

### Reaktionen und deren Auswirkungen nach der Annahme des Entwurfs
Die türkische Regierung weigert sich, die Vertreibung und Ermordung der Armenier im Osmanischen Reich als Völkermord anzuerkennen. Stattdessen sprach zum Beispiel die türkische Gemeinschaft in Deutschland von „höchst tragischen Ereignisse[n] […], denen Hunderttausende Armenier, aber auch Türken und Kurden zum Opfer gefallen sind“. Die offiziell beeinflusste Mehrheit der türkischen Bevölkerung sieht das Armenier-Gesetz als „neuerliche Demütigung und Absage an eine zukünftige türkische EU-Mitgliedschaft“ an. Der türkische Parlamentspräsident Bülent Arinc sprach von einem „‚beschämenden‘ Beschluss und einer ‚feindlichen Haltung‘ gegenüber dem türkischen Volk. Das Gesetz sei ein ‚schwerer Schlag für die Meinungs- und Gedankenfreiheit‘ und für die Türkei ‚unannehmbar‘“.
Die Regierung der Türkei hatte daraufhin angekündigt, ein geplantes Rüstungsgeschäft abzusagen und französische Unternehmen beim Bau eines neuen Atomkraftwerks auszuschließen. Die diplomatische Zusammenarbeit auch im Rahmen der NATO wurde von der Türkei unterbrochen. Offiziell wollte die Türkei nicht zum Boykott französischer Waren aufrufen.

### Gesetzentwurf im Dezember 2011
Im Dezember 2011 verabschiedete die französische Nationalversammlung erneut ein Gesetz mit dem Inhalt, dass „die öffentliche Preisung, Leugnung oder grobe Banalisierung von Genoziden, Verbrechen gegen die Menschlichkeit oder Kriegsverbrechen“ mit Haft- oder Geldstrafen geahndet werden kann. Darunter fällt auch der Genozid an den Armeniern. Die französischen Abgeordneten rügten die „unerträglichen Versuche“ der Republik Türkei, Druck auf das französische Parlament auszuüben. Als Reaktion zog die türkische Regierung ihren Botschafter aus Frankreich ab. Das Gesetz wurde trotz der Proteste der amtierenden Regierung der Republik Türkei im Januar 2012 durch den französischen Senat bestätigt, wurde aber im Februar 2012 vom französischen Verfassungsrat als verfassungswidrig erklärt, da es gegen die Meinungsfreiheit verstoße. Der französische Präsident Nicolas Sarkozy kündigte eine veränderte Fassung des Gesetzes an. Die 'AGA, Arbeitsgruppe Anerkennung e. V. – gegen Genozid, für Völkerverständigung' veröffentlichte in einer Stellungnahme:

„Am 20. April 2007 hatte sich der Rat der EU-Justizministerinnen und -minister politisch auf einen Rahmenbeschluss zur Bekämpfung von Rassismus und Fremdenfeindlichkeit geeinigt. Dieser Rahmenbeschluss sah eine Mindestharmonisierung von Strafvorschriften zur Bekämpfung von Rassismus und Fremdenfeindlichkeit vor. Erfasst durch diese Strafvorschriften waren unter anderem die rassistische oder fremdenfeindliche Hetze, die öffentliche Billigung, Leugnung oder grobe Verharmlosung von Völkermord und Verbrechen gegen die Menschlichkeit und Kriegsverbrechen. Die Entscheidung des Verfassungsrats steht in direktem Widerspruch hierzu.“

Bezogen auf das Loi Gayssot, welches die Holocaustleugnung unter Strafe stellt, kritisierte die AGA, dass die Bestrafung der Leugnung eines Völkermords entweder verfassungswidrig ist, oder sie ist es nicht; eine Unterscheidung nach dem jeweils geleugneten Völkermord würde gegen den Gleichheitsgrundsatz verstoßen.

### Vergleichbare und konträre Gesetze
DeutschlandEin Gesetz, das die Leugnung des Völkermordes an den Juden unter Strafe stellt, gibt es in Deutschland. Danach kann derjenige, der diesen leugnet, wegen „Volksverhetzung (§ 130 StGB), Verunglimpfung des Andenkens Verstorbener (§ 189 StGB) [und] Beleidigung (§ 185 in Verbindung mit § 194 Abs. 1 Satz 2 StGB)“ angeklagt werden.
Seit Ende 2022 ist nach einer Änderung des § 130 StGB auch die „Billigung, Leugnung oder gröbliche Verharmlosung“ von als Völkermord nach dem Völkerstrafrecht einstufbaren Taten strafbar; entscheidend ist die Einstufung bestimmter Handlungen als Kriegsverbrechen durch die Staatsanwaltschaft, ein Urteil eines internationalen Gerichts, wie in einer entsprechenden EU-Verordnung verlangt, ist für die Strafverfolgung nicht mehr notwendig. Dies sowie das Ausbleiben einer öffentlichen Diskussion über die Gesetzesänderung stießen auf Kritik. Die Strafrechtlerin Elisa Hoven kritisierte dieses Gesetz, weil eine kritische Auseinandersetzung über Kriegsverbrechen in schwelenden Konflikten damit künftig unter dem Damoklesschwert strafrechtlicher Verfolgung stünde.
SchweizIn der Schweiz ist das Leugnen des Völkermordes an den Armeniern verboten. Das Leugnen wird allerdings nur im Rahmen der Antirassismus-Gesetzgebung verfolgt – erfolgt das Leugnen aus Unkenntnis der historischen Fakten, ist es straffrei.
SlowakeiIn der Slowakei wurde der bestehende Strafrechtsartikel zur Leugnung des Holocausts erweitert. Die Leugnung des Völkermords an den Armeniern ist seit November 2011 ebenfalls strafbar. Hierbei gilt eine Höchststrafe von fünf Jahren Haft, wobei im Ausland begangene Leugnungstaten ebenfalls strafbar sind.
TürkeiIn der Türkei gilt der Artikel 301 des türkischen Strafgesetzbuches, der bis heute dazu eingesetzt wird, die öffentliche Anerkennung des Genozids an den Armeniern strafrechtlich zu verfolgen. Laut Artikel 301 droht in der Türkei bei Anerkennung des Völkermords an den Armeniern eine Haftstrafe oder Geldstrafe. Der türkische Nobelpreisträger Orhan Pamuk wurde im März 2011 zu einer Schadenersatzzahlung in Höhe von 6000 türkischen Lira an sechs Kläger verurteilt, die sich durch seine Äußerungen zum Völkermord an den Armeniern (Anklagevorwurf war Pamuks Äußerung: „Die Türken haben auf diesem Boden 30 Tausend Kurden und 1 Million Armenier getötet.“) beleidigt fühlten. Von türkischen Abgeordneten kamen Vorschläge, im Gegenzug zu Frankreich ein Gesetz ähnlich dem französischen Gesetzesvorschlag auszuarbeiten. Demnach soll Frankreich einen Völkermord in seiner früheren Kolonie Algerien begangen haben und die Leugnung dieses Völkermordes soll ebenfalls bestraft werden.

## Diskussionen über das Gesetz
Es gibt verschiedene Diskussionen über den Sinn des Gesetzesvorschlags.

### Auswirkungen des Gesetzes auf die Armenier
Gegner des Gesetzes argumentieren, dass das französische Gesetz den Armeniern selbst eher schade als dass es ihnen nütze. Durch ein einfaches Gesetz würde das Problem der Verständigung oder sogar Einigung zwischen Türken und Armeniern auf keinen Fall gelöst. Das gegenseitige Verständnis würde auf diese Weise nahezu unmöglich gemacht. Auch der armenische Patriarch Mesrop Mutafyan äußerte sich auf ähnliche Weise. Vor allem in Istanbul wurden Armenier und andere Minderheiten in letzter Zeit wieder in die Gesellschaft aufgenommen und es gab Gespräche zwischen der Türkei und der Republik Armenien über eine Einigung oder zumindest über ein vernünftiges Zusammenleben. Nun sei zu befürchten, dass diese Gespräche abgebrochen würden.

In der Türkei arbeiten ungefähr 100.000 Armenier illegal. Die türkische Regierung hat bis jetzt nichts dagegen unternommen. Einige Nationalisten in der Türkei wollen die illegalen Arbeiter ausweisen. 

„In meinem Land sind 170.000 Armenier ansässig, von denen 70.000 türkische Bürger sind. Im Notfall würde ich morgen den restlichen 100.000 sagen, dass sie unser Land verlassen. Ich tue das, weil sie nicht meine Bürger sind und ich nicht verpflichtet bin, sie in meinem Land zu unterhalten.“

### Stellungnahmen zum Gesetz
Teile der türkischen Bevölkerung sind der Meinung, das Gesetz solle die Türkei vor der Weltöffentlichkeit bloßstellen. In den Schulen der Türkei werden die historischen Fakten nicht unterrichtet, deshalb kennen viele Einwohner der Türkei die Hintergründe nicht. Türkische Politiker fordern, die Länder der EU sollten eigene Verbrechen der Vergangenheit kritisch aufarbeiten. So wird Norwegen das Verhalten gegenüber den Samen und Frankreich der Kolonialkrieg in Algerien vorgehalten.
Französische Historiker waren aus anderen Motiven über die Verabschiedung des Gesetzes im Parlament empört. Es sei Aufgabe der Historiker, in dieser Frage für Klarheit zu sorgen und nicht die des Parlaments. Diese Ansicht vertrat auch die französische Ministerin für Europaangelegenheiten Catherine Colonna. Nur durch historische Aufarbeitung könne die Schuldfrage geklärt werden. Nur so sei eine Versöhnung mit den Armeniern möglich. Der Völkermord selbst und die historischen Fakten werden von der überwältigenden Mehrheit der Historiker nicht bestritten. Eine Versöhnung zwischen der Türkei und den Armeniern wird ohne eine historische Aufarbeitung schwer möglich sein. Nach Ansicht des EU-Kommissars für die Erweiterung, Olli Rehn, könnte dieses Gesetz aber der Aufarbeitung im Wege stehen.
Bernard-Henri Lévy hingegen befürwortete das Gesetz und bezeichnete es als ein „Gesetz, das die Geschichte schützt und bewahrt, indem es den Leugnern die Sache ein wenig erschwert. [...] Ein Gesetz, das jene bestraft, welche die völkermörderische Geste wiederholen und verdoppeln, indem sie den Genozid leugnen.“
Das im Januar 2012 vom französischen Senat bestätigte neue Gesetz löste heftige Kritik und Drohungen von Seiten der Türkei aus. Noch bevor das Gesetz verabschiedet wurde, hatte der türkische Botschafter in Paris am 8. Dezember 2011 einen Brief an den Vorsitzenden der Fraktion UMP in der Nationalversammlung Christian Jacob geschickt. In diesem unbeantwortet gebliebenen Brief wird Druck ausgeübt, indem von Christian Jacob verlangt wird, „alle Vorkehrungen zu treffen, um die Verabschiedung dieses Gesetzesentwurfes zu verhindern.“